# Jan Davidoff

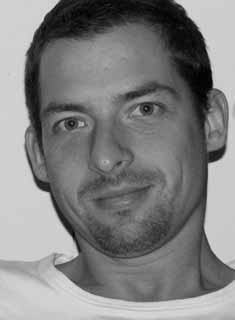
Jan Davidoff, 2013

Jan Davidoff (* 25. Dezember 1976 in Norden) ist ein deutscher Künstler.

## Leben
Davidoff ist in Deutschland und Kanada aufgewachsen. Nach dem Abitur studierte er Malerei an der Akademie der Bildenden Künste München bei Anke Doberauer und Günther Förg, 2009 schloss er das Studium bei Günther Förg mit dem Diplom ab. Davidoff zeigte sein Werk bereits während des Studiums in zahlreichen Einzelausstellungen. Neben Messebeteiligungen (u. a. Art Cologne, ArtMiami, Pulse New York, Zürich) ist er in Gruppenausstellungen, 2011 „Davidoff meets Polke“ gemeinsam mit Sigmar Polke, 2012 „Les Fleurs du Mal“ mit u. a. Andy Warhol und Mel Ramos sowie Einzelausstellungen in Europa und USA zu sehen. Neben der Zusammenarbeit mit Kunstvereinen (Kunsthalle Altötting, Kunstverein Diessen, Studio Rose Ammersee) sind seine Werke in Museen im In- und Ausland zu sehen (Villa Stuck München, Denver Art Museum, Landschaftsmuseum Seligenstadt, Rosenhang Museum/Weilburg).
Jan Davidoff lebt und arbeitet in München und Schondorf am Ammersee.

## Werk
Davidoff lässt die Grenzen zwischen Figürlichkeit und Abstraktion verschmelzen. Totale graphische Reduktion in Schwarzweiß hebt den Kontrast von Natur und Kultur deutlich hervor, wohingegen abstrakt aneinandergereihte Flächen des Untergrundes dem Betrachter Dreidimensionalität suggerieren. Insbesondere verwenden auch die Metallarbeiten das Instrument der Verschmelzung: Die heterogen bearbeiteten Oberflächen suchen das Spiel mit dem Licht, so dass der Betrachter durch die Spiegelung das Abgebildete auf mannigfaltige Weise wahrnimmt. Die farbstarken, konturenbetonten, fast holzschnittartigen Gemälde demonstrieren die ganze Palette der Lebendigkeit, die Natur und Mensch bieten können. Spiegelnde Oberflächen, teilweise in sich gebrochen, verweisen erneut auf das Wechselspiel, das Antipodenhafte von Natur und Kultur. Davidoff rezipiert die Welt in seinen Bildern als organischen Kreislauf des Entstehens und Auflösens, dessen Spuren er malerisch darstellt.
Jan Davidoff bedient sich bei seinen Arbeiten ähnlich Anselm Kiefer oder Günther Förg oftmals an Fundstücken innerhalb seiner Umwelt. So verarbeitet er etwa patinierte historische Kupferplatten genauso wie Industriestahl oder Glase neben der Leinwand als Bildträger. Auf diese Weise entstehen die für den Künstler typischen vielschichtigen Bilder, bei denen Hinter- und Vordergrund auf vielfache Weise ineinanderzugreifen scheinen. 

## Ausstellungen (Auswahl)
Davidoff stellt seit 2008 in zahlreichen nationalen und internationalen Galerien und Ausstellungshäusern aus.
Einzelausstellung/Solo Exhibition
2022
- Galerie Maurer - Foaminess - Soloshow Frankfurt/Main
- Museum.Art.Plus - Paradise reloaded - Groupshow Donaueschingen

2021
- Galerie Andreas Binder - Open Waters - Soloshow München
- Gallery art&space - KOOB Experience - Soloshow Florenz

2020
- Galerie Lachenmann Art – Verwurzelt -– Soloshow - Konstanz am Bodensee
- Studio Rose – Weltenraum – Soloshow - Studioresidency Schondorf am Ammersee

2019
- Galerie Maurer – Die andere Seite – Soloshow Frankfurt
- Förderverein Kunst Bayerisch Schwaben – EINSICHT – Kloster Wettenhausen
- Rosenhang Museum – then years after – Weilburg

2018
- Galerie Andreas Binder – RELICTUM – München
- Klassikfestival Ammerseerenade – Staatsgut Achselschwang

2017
- Galerie Tore Suessbier – roots & wings – Berlin
- Galerie Kirstin Köllner - Zeitkapseln - Memmingen
- Galerie Lachenmann art Vorzeichen Konstanz

2016
- Galerie Maurer SOG Frankfurt
- Galerie Tore Suessbier Opening Berlin

2015
- Galerie Andreas Binder - #fromwhereistand - München
- ESKFF Residency - New York
- Galerie Lachenmann art - from the rooftop - Konstanz

2014
- Galerie Maurer - Inside - Frankfurt / Main

2013
- Galerie Andreas Binder Bridging a Gap München
- Landschaftsmuseum Seligenstadt Einsicht Seligenstadt
- TS art projects Naturalisation - Berlin

2012
- Galerie Maurer Naturalisation Frankfurt am Main
- TS art projects Hide’n’Seek Berlin
- Kunstverein Stellwerk black’n’white Diessen

2011
- Kunstclub Hamburg Ruf der Menge Hamburg
- Galerie Maurer Neue Bilder Frankfurt
- Galerie Terminus Davidoff meets Polke München

2010
- Galerie Getreidegasse Flüchtig Salzburg/Österreich

2009
- Aando Fine Art Überfüllung Berlin
- Galerie Schöneck - Neue Werke Basel
- Galerie Terminus Crossing München

2008
- Galerie Maurer black’n’gold Frankfurt am Main
- mbf Kunstprojekte black’n’gold Freiburg
- Galerie Maurer - One Artist Show Art Karlsruhe

2007
- Galerie Maurer Way in way out Frankfurt am Main

2006
- Galerie 18m Terminal 2 Berlin
- Galerie ArtMbassy Terminal 1 Berlin

2005
- Kranhalle Look @ München

Gruppenausstellungen/Group exhibitions
2020
- Galerie Andreas Binder – It`s all about Color! #1 – Groupshow München

2019
- Galerie Terminus – München
- Galerie Andreas Binder – HORIZON – München

2018
- Galerie Thomas – München
- Galerie Maurer – Der rote Salon – Frankfurt
- Kunsthalle Frankfurt – großArtig – Galerie Lachenmann –Frankfurt

2017
- Galerie Andreas Binder Geometrics Soloshow München

2016
- Galerie Tore Suessbier Opening Berlin
- Galerie Nir Altman - Absolute Präsens München
- Galerie Andreas Binder München - claire obscure

2015
- Gallery Hal Bromm New York - 40year
- KIK SEVEN Time lies Berlin
- Galerie Thomas München POtPourri

2014
- TS art projects paperworks Berlin
- Galerie Thomas Modern München Gastspiel München
- Kunstclub Hamburg

2013
- Aaartfoundation Munichmodern Wunderland Kitzbühel
- Eileen S. Kaminsky Family Foundation 2x2 New York
- Van Treeck Bayerische Hofglasmalerei Power of Glas München

2012
- Galerie Terminus First Choice München
- Galerie Maurer Summertime 3 Frankfurt am Main
- Studios of Key West Abstract realities Key West/USA

2011
- Munich Modern/11 Les Fleurs du Mal München

2010
- Galerie Maurer Summertime 2 Frankfurt am Main
- Essenheimer Kunstverein Jahresgaben Essenheim

2009
- Galerie Terminus Künstler der Galerie München
- Galerie Biedermann Künstler der Galerie München
- Frankfurter Kunstkabinett Architekturen Frankfurt am Main

2008
- Galerie ArtMbassy Künstler der Galerie Berlin
- Raum 500 Kleine Arbeiten München
- Galerie Biedermann Künstler der Galerie München

2007
- Galerie Biedermann Künstler der Galerie München

## Preise und Auszeichnungen
In seiner Karriere hat Davidoff bereits etliche Förderpreise erhalten, darunter den Förderpreis der Bayerischen Landeszentrale für Neue Medien, den Förderpreis ADAC sowie 2013 den Kunstpreis des Kreises Offenbach.